# Eurocom
Eurocom (повна назва: Eurocom Entertainment Software) — приватна компанія, що спеціалізувалась на розробці та портуванні комп'ютерних ігор.

## Історія компанії
Заснована в жовтні 1988 року; засновниками та нинішніми власниками компанії є Ян Сніп (англ. Ian Sneap), Мет Сніп (англ. Mat Sneapp), Тім Роджерс (англ. Tim Rogers), Ніл Болдуїн (англ. Neil Baldwin) і Х'ю Біннс (англ. Hugh Binns). Гроші у відкриття фірми були вкладені батьком одного із засновників, який також забезпечив кімнату як офіс та мінімальну зарплату працівникам.
Примітно, що спочатку в компанії не було офіційного комплекту для розробки програмного забезпечення. Вони використовували фотокопії документації на японській мові, отримані через компанію Taxan і частково перекладені зусиллями двох японських дівчат. Річард Алтон, співробітник батьківської компанії та фахівець з електроніки, розробив для компанії перезаписувані картриджі, що використовувалися для налагодження програм. Для написання програм використовувався асемблер PDS. Згодом у компанії був розроблений власний кроссассемблер для IBM PC-сумісних комп'ютерів, спершу підтримував процесор MOS +6502 та потім доповнений підтримкою 65C816 для розробки ігор для «SNES».
Спочатку компанія займалася іграми для приставки «Nintendo Entertainment System». На початку 1990-х років штат компанії становив п'ять чоловік. Приблизно в 1992 році, після випуску гри «James Bond Jr.», компанія залишилася практично без коштів і перебувала в пошуках видавця для нових проектів. Деякі співробітники в цей період стали поєднувати роботу в компанії з виконанням сторонніх замовлень як фрілансери — наприклад, Ніл Болдуїн, композитор компанії, написав музику для декількох ігор інших компаній. Для отримання коштів до подальшого існування компанія розробила гру «Lethal Weapon 3» для Ocean.
Наприкінці 1992 року компанія розширилася і крім NES стала також займатися розробкою ігор для Game Boy, Sega Master System і 3DO. Компанія уклала контракт з Virgin Interactive, яка в той момент шукала зовнішню команду для завершення розробки гри «Disney's The Jungle Book» для приставки Sega Mega Drive. Також компанією були розроблені версії цієї гри для NES і Game Boy.
Станом на 2010 рік компанією Eurocom було випущено понад 70-ти комп'ютерних ігор. У студії в Дербі працювало близько 270 розробників.
Компанія була закрита в листопаді 2012 року.

## Розроблені ігри
- 1990 — Magician (NES)
- 1991 — James Bond Jr. (NES, SNES)
- 1992 — Lethal Weapon (NES, Game Boy)
- 1992 — Rodland (Game Boy)
- 1993 — Tesserae (ПК, Game Boy, Game Gear)
- 1993 — Sensible Soccer (Game Gear)
- 1994 — Stone Protectors (SNES)
- 1994 — Dino Dini's Soccer (SNES)
- 1994 — Brutal: Paws of Fury (SNES)
- 1994 — Disney's The Jungle Book (Sega Mega Drive, SNES)
- 1994 — Family Feud (ПК, 3DO, Sega Mega Drive)
- 1994 — Super Dropzone (SNES)
- 1995 — Earthworm Jim (Game Boy, Game Gear)
- 1995 — Super Street Fighter 2: Turbo (ПК)
- 1995 — Spot Goes to Hollywood (Mega Drive)
- 1996 — Mortal Kombat 3 (PlayStation, Sega Saturn)
- 1996 — Ultimate Mortal Kombat 3 (PlayStation, Saturn)
- 1996 — Maui Mallard in Cold Shadow (SNES)
- 1997 — Cruis'n World (Nintendo 64)
- 1997 — Disney's Action Game Featuring Hercules (PlayStation, Windows)
- 1997 — War Gods (N64, PlayStation)
- 1997 — Duke Nukem 64 (N64)
- 1997 — Machine Hunter (PlayStation, ПК)
- 1998 — Mortal Kombat 4 (N64, PlayStation, ПК)
- 1999 — Disney's Tarzan (PlayStation, ПК N64)
- 1999 — Duke Nukem: Zero Hour (N64)
- 1999 — NBA Showtime NBA on NBC (N64, PlayStation)
- 1999 — Hydro Thunder (N64, Dreamcast, ПК)
- 1999 — Mortal Kombat Gold (Dreamcast)
- 1999 — 40 Winks (N64, PlayStation)
- 1999 — The New Addams Family Generator (аркадный автомат)

- 2000 — Who Wants To Be A Millionaire? (Game Boy Color)
- 2000 — The World Is Not Enough (N64)
- 2000 — Crash Bash (PlayStation)
- 2001 — NBA Hoopz (PlayStation, PlayStation 2, Dreamcast)
- 2001 — Atlantis: The Lost Empire (Game Boy Color, PlayStation)
- 2002 — Rugrats: I Gotta Go Party (Game Boy Advance)
- 2002 — James Bond 007: Nightfire (GameCube, PlayStation 2, Xbox)
- 2002 — Harry Potter and the Chamber of Secrets (GameCube, Xbox, Game Boy Advance)
- 2003 — Buffy the Vampire Slayer: Chaos Bleeds (GameCube, PlayStation 2, Xbox)
- 2003 — Sphinx and the Cursed Mummy (GameCube, PlayStation 2, Xbox)
- 2004 — Athens 2004 (PlayStation 2)
- 2004 — Spyro: A Hero's Tail (GameCube, PlayStation 2, Xbox)
- 2005 — Robots (PlayStation 2, Xbox, GameCube, ПК)
- 2005 — Predator: Concrete Jungle (PlayStation 2, Xbox)
- 2005 — Batman Begins (GameCube, PlayStation 2, Xbox)
- 2006 — Ice Age 2: The Meltdown (GameCube, PlayStation 2, Xbox, ПК, Wii)
- 2007 — Pirates of the Caribbean: At World's End (Xbox 360, PlayStation 2, PlayStation 3, PSP, Wii, ПК)
- 2008 — Beijing 2008: The Official Game of the Olympic Games (PlayStation 3, Xbox 360, ПК)
- 2008 — The Mummy: Tomb of the Dragon Emperor (Nintendo DS, PlayStation 2, Wii)
- 2008 — Quantum of Solace (PlayStation 2)
- 2009 — Ice Age: Dawn of the Dinosaurs (PlayStation 3, Xbox 360, Wii, PS2, ПК)
- 2009 — G-Force (PlayStation 3, Xbox 360, Wii, PS2, ПК)
- 2009 — Dead Space: Extraction (Wii)
- 2010 — Vancouver 2010: The Official Videogame of the Winter Olympic Games (PlayStation 3, Xbox 360, ПК)
- 2010 — Goldeneye 007 (Wii)
- 2011 — Disney Universe (PlayStation 3, Xbox 360, ПК)
- 2012 — Harry Potter Kinect (Xbox 360)
- 2012 — 007 Legends (Xbox 360, PlayStation 3, ПК)